# Canal de Moçambique

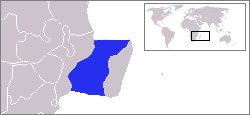
Canal de Moçambique

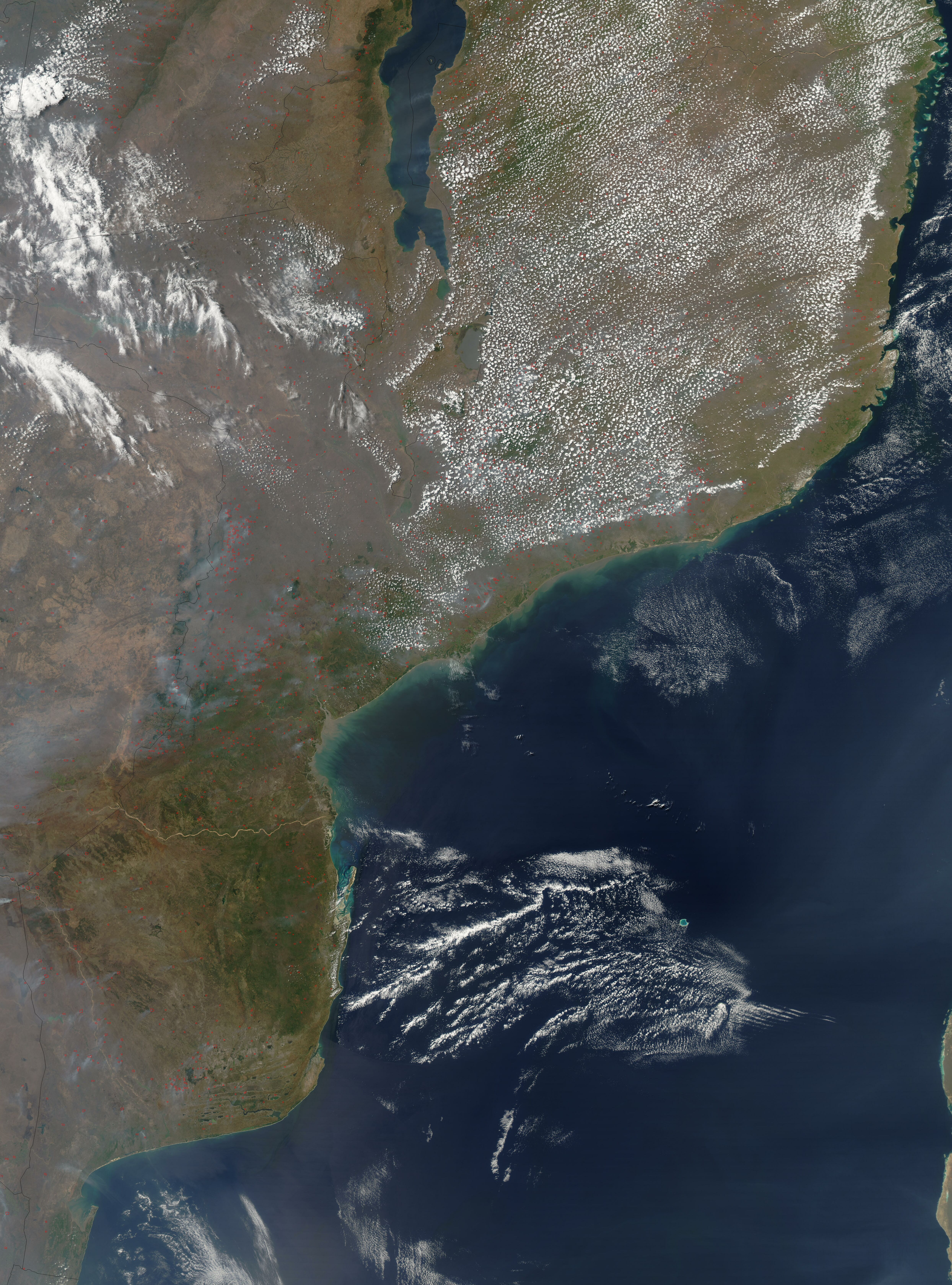
Imagem de satélite do canal de Moçambique

O canal de Moçambique (francês: Canal du Mozambique, malgaxe: Lakandranon'i Mozambika) é um braço do oceano Índico localizado entre os países de Madagáscar e Moçambique.
O canal tem cerca de 1 600 km de comprimento e 419 km de diâmetro em seu ponto mais estreito, e atinge uma profundidade de 3 292 m a cerca de 230 km da costa de Moçambique. Uma corrente quente, a corrente de Moçambique, flui na direção sul no canal, levando à corrente de Agulhas, na costa leste da África do Sul.